# Lübecker Volksbote

Kopf des Lübecker Volksboten, 1932

Der Lübecker Volksbote war eine deutsche Tageszeitung, die in der Freien und Hansestadt Lübeck und deren Umgebung erschien. Bis 1933 war es eine sozialdemokratische, dann nationalsozialistische Tageszeitung.
Bekanntester Chefredakteur war Julius Leber. Für die Zeitung schrieb der in Lübeck geborene spätere Bundeskanzler und Friedensnobelpreisträger Willy Brandt unter seinem Geburtsnamen Herbert Frahm als Schüler vor seiner Emigration nach Norwegen.

## Geschichte
Der Lübecker Volksbote wurde 1894 gegründet. Leitender Redakteur bis 1904 war Otto Friedrich. Da dieser mehrmals wegen Pressevergehen verurteilt wurde, wurde er 1904 seines Amtes enthoben. Das Gründungskapital trugen Lübecker Arbeiter vier Jahre nach dem Ende des Sozialistengesetzes, dem Gesetz gegen die gemeingefährlichen Bestrebungen der Sozialdemokratie, zusammen. Die Arbeitervereine und -berufsgruppen wie die der Hafen- und Tabakarbeiter veranstalteten Sammlungen, um die Mittel für die Zeitungsgründung aufzubringen. Träger der Zeitung war die Offene Handelsgesellschaft Friedrich Meyer & Co. Friedrich Meyer fungierte als Treuhänder. Er gehörte der Presskommission an, die Gesellschafter war und sowohl den technischen als auch den redaktionellen Betrieb kontrollierte. 1904 wurde der Schriftsetzer und spätere Senator und erste sozialdemokratische BürgermeisterLübecks Paul Löwigt Schriftleiter. Die Zeitung, die sich im Wesentlichen durch Abonnements finanzierte, hatte bereits 1914 eine Auflage von 7.000 Exemplaren; sie wuchs bis 1932 auf 14.000. 
1896 wurde der schulische Werdegang Erich Mühsams durch dessen Zuarbeit zum Volksboten beeinflusst. Er wurde vom Katharineum zu Lübeck verwiesen, nachdem er die Redaktion über Vorgänge an der Schule informiert hatte. Von 1904 bis 1919 war Johannes Stelling Redakteur der Zeitung. Beiträge lieferte ab 1923 Karl Albrecht. 1919 kehrte Otto Friedrich auf den Posten des Chefredakteurs zurück. Julius Leber wurde 1921 Chefredakteur der Zeitung. Er leitete die Redaktion bis März 1933. Im Jahr 1928 firmierte die OHG Buchdruckerei Friedrich Meyer & Co. zur Wullenwever Druckverlag GmbH um. Max Blunck wurde Geschäftsführer der GmbH. Die Zeitung kam damit in den Besitz der SPD. Das Stammkapital, das bis dahin 20.000 Reichsmark betrug, wurde auf 220.000 erhöht. 
Im Verhältnis zu den anderen drei zu der Zeit auch täglich erscheinenden lübeckischen Zeitungen berichtete der Volksbote nur in einer Ausgabe über den im Juni 1911 in der Hansestadt stattfindenden VI. Deutschen Esperanto-Kongress. Der Schreiber beanstandete als Einziger, dass ein Telegramm an den Kaiser gesandt wurde. Er führte dazu aus, dass die Sinnhaftigkeit, da der Kaiser sich noch nie mit Vorliebe für Esperanto interessiert hätte, fragwürdig sei.
Gegen Ende des Ersten Weltkrieges bildete sich auch in Lübeck ein Soldatenrat und ein Arbeiterrat. An der Spitze des Arbeiterrates stand mit Johannes Stelling ein Redakteur des Blattes. Alle im Rat gefassten Beschlüsse wurden, worauf die anderen Zeitungen wie die Lübeckischen Anzeigen ihre Leser wissen ließen, hier abgedruckt. Am Abend des 5. November 1918 um 19 Uhr fand unter dem Vorsitz von Hans Zeitz und seinem Stellvertreter W. Rethfeldt im Gewerkschaftshaus eine Versammlung des Soldatenrates statt. An deren Anschluss verließen geschlossene Züge aus Soldaten und Matrosen um die Post, den Bahnhof und die Kasernen zu besetzen, die Offiziere zu entwaffnen und die höher Chargierten im „Hotel International“, Am Bahnhof 17, zu internieren. Das sich im Laufe des nächsten Tages die Lage wieder entspannte, wurde dadurch sichtbar, dass der auf Grund der Bahnhofsbestzung eingestellte Bahnverkehr wieder aufgenommen wurde.
Zur Redaktion gehörte ab 1930 Paul Bromme. Politik-Redakteur war Fritz Solmitz, der ein Studienfreund Lebers war und 1924 nach Lübeck kam. Solmitz nahm den jungen Herbert Frahm (bekannter als Willy Brandt) unter seine journalistische Obhut. Der Gymnasiast schrieb bereits als 13-Jähriger seinen ersten Aufsatz für die Zeitung, schrieb später politische Beiträge und redigierte politische Nachrichten unter Solmitz’ Anleitung. 
Leber und Solmitz attackierten mit spitzer Feder den konservativen Hanseatischen Volksbund und den Lübecker General-Anzeiger, der diesem nahestand. Ab 1932 lieferten sich Leber und Solmitz mit dem NSDAP-Organ Lübecker Beobachter publizistische Gefechte. Der Beobachter drohte ihnen dabei mehrfach offen Gewalt an. 
Reichsinnenminister Wilhelm Frick verlangte im Februar 1933 auf Drängen örtlicher NSDAP-Mitglieder vom Lübecker Senat, der Landesregierung der Freien und Hansestadt, ein Verbot der Volkszeitung, was der Senat am 14. Februar 1933 ablehnte. Die Reichstagsbrandverordnung vom 28. Februar 1933 bot den Vorwand für ein zweiwöchiges Verbot. Die nächste Ausgabe des Volksboten kam am 20. März 1933 heraus. Neben der Lübecker erschienen am 1. April 1933 nur noch fünf sozialdemokratische Zeitungen in Deutschland. Leber, Solmitz und der Redakteur Hermann Bauer befanden sich zu diesem Zeitpunkt bereits in nationalsozialistischer Schutzhaft.
Nationalsozialistischer Volksbeauftragter des Volksboten wurde August Glasmeier; die Zeitung wurde im Mai 1933 gleichgeschaltet. Im Juli 1933 hatte sie noch 7.000 Abonnenten. Das Gebäude des Volksboten in der Dr.-Julius-Leber-Straße, die damals Johannisstraße hieß, wurde in der Nacht zum 29. März 1942 beim Luftangriff auf Lübeck zerstört. Im Oktober 1942 wurde der Volksbote mit dem Lübecker General-Anzeiger, an dem die NSDAP im Jahr 1936 zunächst 30 Prozent übernommen und sich 1942 weitere 21 Prozent angeeignet hatte, zur Lübecker Zeitung zwangsfusioniert. Die Namen Lübecker Volksbote und Lübecker General-Anzeiger führte die Zeitung im Untertitel. Die letzte Ausgabe der Lübecker Zeitung erschien am 2. Mai 1945.

## Lübecker Freie Presse
Nach dem Ende des Zweiten Weltkriegs wurde in Lübeck als SPD-nahe Zeitung die Lübecker Freie Presse gegründet, die bis zur Währungsreform 1948 eine Auflage von 83.000 Zeitungen erreichte. Zur Redaktion gehörte ab 1949 Erwin Riegel, seit den 1950er Jahren Ingeborg Sommer; als Kritiker war der Künstler Curt Stoermer für die Zeitung tätig. In der Druckerei machte Björn Engholm, der spätere Ministerpräsident Schleswig-Holsteins, von 1959 bis 1962 seine Lehre als Schriftsetzer. Die Lübecker Freie Presse erschien später unter dem Titel Lübecker Morgen, Mitarbeiter war ab 1965 Hans-Jürgen Wolter. Letzter Chefredakteur war Wilhelm Geusendamm. Die letzte Ausgabe erschien am 31. März 1969.